# Salvesen Range
Salvesen Range är en bergskedja i Sydgeorgien och Sydsandwichöarna (Storbritannien). Den ligger i den nordvästra delen av Sydgeorgien och Sydsandwichöarna.
Salvesen Range sträcker sig 35 km i sydostlig-nordvästlig riktning. Den högsta toppen är Mount Carse, 2 331 meter över havet.
Topografiskt ingår följande toppar i Salvesen Range:
- Mount Baume
- Mount Carse
- Mount Fraser
- Mount Macklin
- Mount Paterson
- Smoky Wall